# Illagilsfjall
Illagilsfjall är ett berg i republiken Island. Det ligger i regionen Norðurland eystra, 240 km nordost om huvudstaden Reykjavík. Toppen på Illagilsfjall är 1 126 meter över havet.
Trakten runt Illagilsfjall är nära nog obefolkad, med mindre än två invånare per kvadratkilometer. Närmaste större samhälle är Akureyri, omkring 18 kilometer sydost om Illagilsfjall. Trakten runt Illagilsfjall består i huvudsak av gräsmarker.